# Du Fer et du Sang

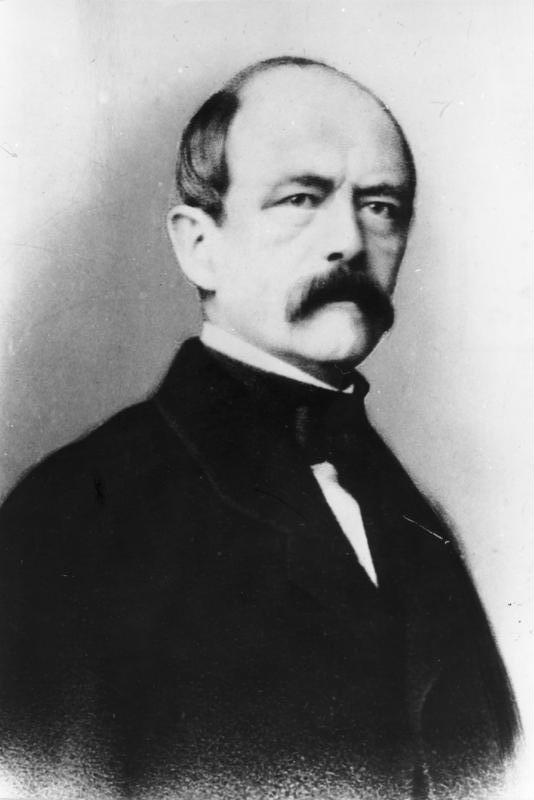
Otto von Bismarck en 1862

Du Fer et du Sang (en allemand : Blut und Eisen) est le nom donné à un discours qui a été prononcé par le chancelier prussien Otto von Bismarck le 30 septembre 1862 devant la commission du budget de la chambre des représentants de Prusse.

## Contexte
L'objectif du discours pour Bismarck était de désamorcer le début de crise qui pointait entre la chambre des représentants et le gouvernement. Le parlement ne voulait pas accorder les moyens financiers nécessaires à la réforme de l'armée. 
La majorité libérale ne s'opposait cependant pas à une réorganisation de l'armée.
Elle conditionnait toutefois le vote de la réforme à un service militaire d'une durée de 2 ans et à la préservation de la Landwehr (armée de la campagne) au sein de la Feldheer (de) (armée).
Pour obtenir la compréhension et la collaboration de la chambre des représentants, Bismarck tient un discours dans lequel il déclara entre autres :
« L'Allemagne n'admire pas le libéralisme prussien, mais sa puissance ; la Bavière, le Wurtemberg, le pays de Bade peuvent bien laisser le libéralisme se développer, ils n'obtiendront pourtant pas le rôle de la Prusse ; la Prusse doit rassembler sa force, faire bloc et attendre le moment favorable, qu'elle a déjà manqué plusieurs fois dans le passé ; les frontières du congrès de Vienne ne sont pas favorables à un fonctionnement sain de l'État. Ce n'est pas par les discours et les votes à la majorité que les grandes questions de notre temps seront décidées - ça a été la grande erreur de 1848 et 1849 - mais par le fer et le sang,,. »
Bismarck faisait notamment référence au poème de Max von Schenkendorf de 1813 à la tonalité guerrière :
« Car seul le fer peut nous sauver

Seul le sang peut nous délivrer

des lourdes chaînes du péché

de la malicieuse exubérance,,. »
Ce discours a une grande importance historique, car il préfigure la politique extérieure que va mener Bismarck dans les années suivantes. Même si la majorité des députés pensaient également que la question allemande ne serait pas résolue sans l'usage de la violence, la presse libérale comprit les termes « fer et sang » comme une volonté de créer la domination par la violence. 
Bismarck considérait avoir été mal compris, quand on déclarait qu'il cherchait le conflit à l'extérieur pour surmonter les difficultés intérieures. 
Il devait se protéger contre de telles pensées, quand bien même cela était vain.